# Devin Booker (baloncestista de 1991)

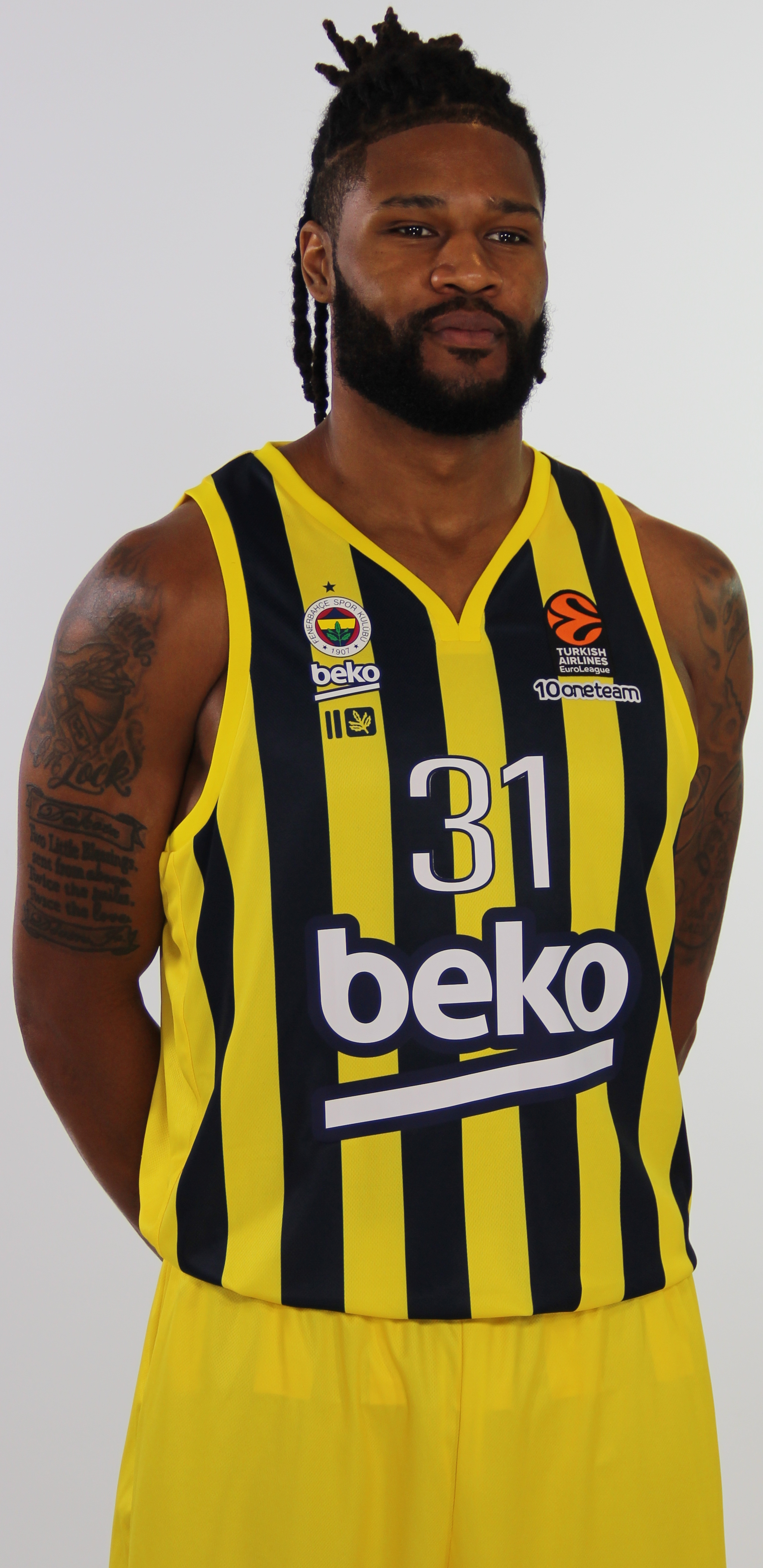
Booker con Fenerbahçe en 2021.

Devin Booker (Whitmire, Carolina del Sur; 28 de febrero de 1991) es un jugador de baloncesto estadounidense que pertenece a la plantilla del Olimpia Milano de la Lega Basket Serie A. Con 2,06 metros de estatura, juega en la posición de pívot.

## Trayectoria deportiva
Formado en Clemson Tigers, el jugador no fue elegido en el Draft de la NBA de 2013 y probó suerte el baloncesto francés, jugando en las filas del SLUC Nancy Basket, JL Bourg Basket y Élan Chalon.
Realizó una gran temporada 2015-16 con el Elan Chalon, donde promedió 15,1 puntos y 7,6 rebotes por partido.
En 2016, firma con el Bayern de Múnich.
Tras tres años en Alemania, el 16 de julio de 2019, firma con el Khimki ruso. Al verano siguiente, en julio de 2020, renueva por otra temporada.
El 16 de junio de 2021, se compromete con el Fenerbahçe de la Basketbol Süper Ligi.
El 24 de julio de 2023, Booker regresó al Bayern Múnich, firmando un contrato de dos años.
El 15 de julio de 2025 fichó por el Olimpia Milano de la Lega Basket Serie A italiana.